# Letonia en el Festival de la Canción de Eurovisión 2023
Letonia participará en el LXVII Festival de la Canción de Eurovisión, que se celebrará en Liverpool, Reino Unido del 9 al 13 de mayo de 2023, tras la imposibilidad de Ucrania de acoger el concurso por la victoria de Kalush Orchestra con la canción «Stefania». La radiodifusora Latvijas Televizija (LTV) (Televisión Letona en español) encargada de la participación letona dentro del festival, decidió organizar nuevamente su final nacional Supernova para elegir al representante del país en el concurso eurovisivo.
El festival celebrado en 2 fines de semana dio como ganadores, en su final celebrada el 11 de febrero de 2023, al grupo Sudden Lights con el tema «Aijā», compuesto por los cuatro miembros del grupo.

## Historia de Letonia en el Festival
Letonia es uno de los países de Europa del Este que se fueron uniendo al festival desde 1993 después de la disolución de la Unión Soviética. Letonia comenzó a concursar en 2000, con el grupo Brainstorm y la canción «My Star» finalizando en una notable 3ª posición. Desde entonces el país ha concursado en 22 ocasiones, logrando vencer en una ocasión el festival: en 2002 con la cantante Marie N y la canción pop con toques de salsa «I wanna». Además de 2000 y 2002, Letonia ha logrado colocarse en una ocasión más dentro de los mejores 5: un 5° lugar en 2005 de Walters & Kazha. A pesar de esos resultados, Letonia actualmente es considerado como el país menos exitoso del festival: desde 2009 el país báltico solo se ha clasificado dos veces de 12 semifinales en las que ha participado, posicionándose en último lugar de la semifinal en 5 ocasiones.
En 2022, los ganadores del Supernova Citi Zēni, no clasificaron a la final terminando en 14.ª posición con 55 puntos en la primera semifinal con el tema «Eat your Salad».

## Representante para Eurovisión

### Supernova 2023
«Supernova 2023» fue la 8ª edición de la final nacional letona. Letonia confirmó su participación en el Festival de la Canción de Eurovisión 2023 el 3 de agosto de 2022. Semanas más tarde, el 21 de septiembre, la LTV confirmó la organización de «Supernova» como el método de selección de su representante. El periodo de recepción de candidaturas se abrió desde ese mismo día hasta el 1 de diciembre de 2022, habiéndose recibido 121 candidaturas.
El formato consistió en una semifinal y una final: en la semifinal se presentaron las 14 canciones participantes, sometiéndose a una votación 50/50 entre un panel de jurados y la votación del público, votando ambos grupos bajo el mismo sistema de Eurovisión: 12, 10 y 8 a 1 punto a sus diez candidaturas favoritas por orden de preferencia. Una vez sumadas las puntuaciones de cada grupo, fueron seleccionadas para la final los diez temas más votados. 
En la final, los 10 participantes volvieron a ser sometidos a una votación 50/50 entre un panel de jurados y la votación del público, ordenando a los finalistas bajo el mismo sistema usado en la semifinal: 12, 10 y 8 a 1 punto por orden de preferencia. Una vez sumados las puntuaciones de cada grupo, la candidatura más votada fue declarada ganadora del festival y representante de Letonia en Eurovisión.

#### Candidaturas
El 5 de enero de 2023 se anunciaron a los 15 participantes y sus temas fueron publicados en el canal oficial de la LTV en YouTube, habiendo sido seleccionadas por un jurado seleccionado por la LTV, compuesto por representantes de la música, eventos e industria televisiva letona así como profesionales extranjeros. Un día después, se anunció la descalificación de Saule debido a que su tema fue publicado un año antes de la fecha estipulada por la UER para participar en el Festival de Eurovisión.
| Artista           | Canción (Traducción)                  | Idioma        | Compositor(es)                                                                                             |
| ----------------- | ------------------------------------- | ------------- | --- |
| 24. Avēnija       | «You Said» (Tú dijiste)               | Inglés        | Ernests Vīgners, Kārlis Grīnbergs                                                                          |
| Adriana Miglāne   | «Like I Wanna» (Como yo quiera)       | Inglés        | Adriana Miglāne, Darren Michaels, Martin Älenmark, Charlie Mason                                           |
| Alise Haijima     | «Tricky» (Truculento)                 | Inglés        | Alise Haijima                                                                                              |
| Artūrs Hatti      | «Love Vibes» (Vibras de amor)         | Inglés        | Agnese Rozniece, Baiba Ozoliņa, Karlīne Anna Ērgle, Matīss Repsis, Toms Kalderauskis                       |
| Avéi              | «Let Me Go» (Déjame ir)               | Inglés        | Daniela Brilovska, Ieva Kudlāne, Raitis Aukšmuksts                                                         |
| Inspo             | «Sway» (Balanceo)                     | Inglés        | Aivars Lietaunieks, Nadīna Stirniniece                                                                     |
| Justs             | «Strangers» (Extraños)                | Inglés        | Justs Sirmais, Uku Moldau, Weronika Maria Gabryelczyk                                                      |
| Katrine Miller    | «Beaten Down» (Vencida)               | Inglés        | Andris Lūkins, Katrīne Millere                                                                             |
| Luīze             | «You To Hold Me» (Que me abraces)     | Inglés        | Luīze Vītola                                                                                               |
| Markus Riva       | «Forever» (Para siempre)              | Inglés        | Markus Riva                                                                                                |
| Patrisha          | «Hush» (Silencio)                     | Inglés        | Jūlijs Melngailis, Krists Indrišonoks, Nanna Prip Pedersen, Patrīcija Ksenija Cuprijanoviča, Rūdolfs Budze |
| Raum              | «Fake Love» (Falso amor)              | Inglés        | Daniel Levi Viinalass, Jānis Jačmenkins, Reinis Straume                                                    |
| Saule             | «Finally Happy» (Finalmente feliz)    | Inglés        | Krišjānis Suntažs, Rolands Priverts                                                                        |
| Sudden Lights     | «Aijā» (-)                            | Inglés, Letón | Andrejs Reinis Zitmanis, Kārlis Matīss Zitmanis, Kārlis Vārtiņš, Mārtiņš Matīss Zemītis                    |
| Toms Kalderauskis | «When It All Falls» (Cuando todo cae) | Inglés        | Julianna Tīruma, Toms Kalderauskis                                                                         |

#### Semifinal
La semifinal tuvo lugar el 4 de febrero de 2023, siendo presentada por Ketija Šēnberga y Lauris Reiniks. Las 14 canciones compitieron por 10 pases a la final por medio de una única ronda de votación a 50% jurado profesional y 50% televoto. El orden de actuación fue revelado el 30 de enero.
| N.º | Artista           | Canción             | Resultado |
| --- | ----------------- | ------------------- | --------- |
| 1   | Artūrs Hatti      | «Love Vibes»        | Finalista |
| 2   | Alise Haijima     | «Tricky»            | Finalista |
| 3   | Inspo             | «Sway»              |           |
| 4   | Toms Kalderauskis | «When It All Falls» | Finalista |
| 5   | Katrine Miller    | «Beaten Down»       |           |
| 6   | Justs             | «Strangers»         |           |
| 7   | Adriana Miglāne   | «Like I Wanna»      |           |
| 8   | 24. Avēnija       | «You Said»          | Finalista |
| 9   | Markus Riva       | «Forever»           | Finalista |
| 10  | Avéi              | «Let Me Go»         | Finalista |
| 11  | Patrisha          | «Hush»              | Finalista |
| 12  | Raum              | «Fake Love»         | Finalista |
| 13  | Luīze             | «You To Hold Me»    | Finalista |
| 14  | Sudden Lights     | «Aijā»              | Finalista |

#### Final
La final tuvo lugar el 11 de febrero de 2023, siendo presentada por Ketija Šēnberga y Lauris Reiniks. Participaron los 10 temas ganadores de la semifinal, sometidos a una única ronda de votación al 50% del jurado profesional y 50% del televoto. Tras las votaciones, fueron declarados ganadores, el grupo Sudden Lights con el tema «Aijā», tema indie rock compuesto por los cuatro miembros del grupo: Andrejs Reinis Zitmanis, Kārlis Matīss Zitmanis, Kārlis Vārtiņš y Mārtiņš Matīss Zemītis. Los resultados completos fueron publicados el 13 de febrero de 2023.
| N.º | Artista           | Canción             | Jurado | Televoto | Televoto | Lugar | Puntos |
| N.º | Artista           | Canción             | Jurado | Votos    | Puntos   | Lugar | Puntos |
| --- | ----------------- | ------------------- | ------ | -------- | -------- | ----- | ------ |
| 1   | Alise Haijima     | «Tricky»            | 3      | 5,607    | 3        | 8     | 6      |
| 2   | Luīze             | «You To Hold Me»    | 2      | 2,384    | 1        | 10    | 3      |
| 3   | Raum              | «Fake Love»         | 4      | 6,986    | 5        | 6     | 9      |
| 4   | Toms Kalderauskis | «When It All Falls» | 7      | 2,608    | 2        | 7     | 9      |
| 5   | Artūrs Hatti      | «Love Vibes»        | 1      | 6,251    | 4        | 9     | 5      |
| 6   | Patrisha          | «Hush»              | 10     | 50,958   | 10       | 2     | 20     |
| 7   | Sudden Lights     | «Aijā»              | 12     | 66,307   | 12       | 1     | 24     |
| 8   | 24. Avēnija       | «You Said»          | 8      | 8,735    | 7        | 3     | 15     |
| 9   | Avéi              | «Let Me Go»         | 5      | 8,294    | 6        | 5     | 11     |
| 10  | Markus Riva       | «Forever»           | 6      | 27,302   | 8        | 4     | 14     |

## En Eurovisión
De acuerdo a las reglas del festival, todos los concursantes deben iniciar desde las semifinales, a excepción del anfitrión (en este caso, Reino Unido), el ganador del año anterior, Ucrania y el Big Five compuesto por Alemania, España, Francia, Italia y el propio Reino Unido. En el sorteo realizado el 31 de enero de 2023, Letonia fue sorteada en la primera semifinal del festival. En este mismo sorteo, se determinó que participaría en la primera mitad de la semifinal (posiciones 1-7). Semanas después, ya conocidos los artistas y sus respectivas canciones participantes, la producción del programa dio a conocer el orden de actuación, determinando que el país participaría en la cuarta posición, después de Serbia y precediendo a Portugal.

### Semifinal 1
Sudden Lights tomará parte de los ensayos los días 30 de abril y 3 de mayo así como de los ensayos generales con vestuario de la primera semifinal los días 8 y 9 de mayo. Letonia se presentará en la posición 4, después de Serbia y antes de Portugal.